# Príbelce
Príbelce es un municipio del distrito de Veľký Krtíš en la región de Banská Bystrica, Eslovaquia, con una población estimada a final del año 2024 de 569 habitantes.
Se encuentra ubicado al suroeste de la región, en la cuenca hidrográfica del río Ipoly —un afluente izquierdo del Danubio— y cerca de la frontera con la región de Nitra y con Hungría.

## Demografía
| Año        | 1994 | 2004    | 2014    | 2024    |
| ---------- | ---- | ------- | ------- | ------- |
| Población  | 627  | 585     | 571     | 569     |
| Diferencia |      | −6,69 % | −2,39 % | −0,35 % |

| Año        | 2023 | 2024    |
| ---------- | ---- | ------- |
| Población  | 561  | 569     |
| Diferencia |      | +1,42 % |